# Chung Jae-hun
Chung Jae-hun (1 de junho de 1974) é um arqueiro sul-coreano, medalhista olímpico.

## Carreira
Chung Jae-hun representou seu país nos Jogos Olímpicos em 1992, ganhando a medalha de prata no individual.